# Street Fighter II: The World Warrior
Cet article possède des paronymes, voir Street Fighter Alpha 2 et Street Fighter EX 2.
Street Fighter II: The World Warrior (ストリートファイターⅡ, Sutorîto Faitâ Tsū) est un jeu vidéo de combat développé et édité par Capcom, sorti en 1991 sur système d'arcade CP System, et sujet à un très grand nombre d'adaptations, y compris sur les téléphones Blackberry. Le jeu fait s'affronter plusieurs personnages dans des combats en un-contre-un. Le premier joueur mettant KO son adversaire par deux fois sort victorieux du combat,.
Street Fighter II propose huit personnages jouables de base et sept styles de combat différents, un système de jeu novateur, des graphismes et une bande sonore riche et variée. Street Fighter II est considéré comme l'une des références des jeux de combat en un-contre-un, en plus d'en être l'un des pionniers.
L'adaptation du jeu sur Super Nintendo fit vendre à elle seule 6,3 millions d'exemplaires du jeu, et plusieurs milliers d'exemplaires de la console elle-même, également proposée avec la cartouche du jeu dans la boite. Street Fighter II s'est vendu à plus de douze millions d'exemplaires tous supports confondus, faisant de lui l'un des jeux vidéo les plus prolifiques de l'Histoire.

## Trame

### Synopsis
En 1991, trois ans après l'explosion de la base souterraine de M. Bison, les scientifiques de son organisation criminelle Shadaloo ont reconstitué artificiellement son corps. La reprise des activités de l'organisation a surpris tout le monde, mais l'arrivée dans le même temps d'une invitation pour le second tournoi Street Fighter, plus encore.

### Personnages
- Ryu
- Ken Masters
- Edmond Honda
- Chun-Li
- Blanka
- Zangief
- Guile
- Dhalsim

À l'exception de Ryu et Ken, chaque combattant a son propre style de combat, sa propre personnalité, ses propres objectifs, et sa propre fin, jouée lorsque le personnage remporte le tournoi.
Ryu et Ken forment le duo rival du jeu. Le premier porte un kimono blanc, est japonais et a les cheveux bruns ; le second est vêtu d'un kimono rouge, a les cheveux blond et provient de la côte est des États-Unis. L'un vénère les traditions, les arts martiaux et le combat à mains nues ; l'autre préfère les femmes et la vie moderne. La différence entre les deux guerriers va même jusqu'à leur groupe sanguin. Pourtant, ils sont liés tous les deux par la chose la plus importante à leurs yeux : leur art martial, le karaté ansatsuken. 
Honda et Zangief sont massifs et lents, s'imposent par leur carrure et la taille de leurs muscles. Ils font office de personnages « bourrins » dans Street Fighter II.  Honda, le rikishi sage et passif mais puissant, représente le Japon traditionnel, ses coutumes, ses ancêtres, soulignés par les peintures de guerre qui colorent son visage et par le bain japonais où il combat. Particulièrement sympathique en dehors des combats, il enseigne ses connaissances martiales à l'école primaire. La vraie place de brute épaisse est attribuée à Zangief, le colossal catcheur soviétique. Recouvert de cicatrices, coiffé d'une crête touffue tel Mister T. et arborant l'obligatoire slip de spandex et la paire de bottines rouges à semelles pleines, il soulève, emporte et écrase ses adversaires après avoir encaissé leurs attaques le temps de s'en approcher. Il représente l'URSS, sa brutalité, son froid, ses patriotes, et souhaite redorer les quatre lettres de son pays en gagnant le tournoi.
Chun-Li est la première femme d'un jeu vidéo de combat en un-contre-un. Originaire de la République populaire de Chine, Chun-Li est une combattante très agile et rapide, aux acrobaties périlleuses et aux coups de pied ravageurs. Initiée au kung fu par son père depuis décédé, elle participe au tournoi pour en retrouver l'assassin et venger sa famille. Guile est quant à lui un jeune marine américain, significatif par sa tenue militaire et sa coupe de cheveux. Il excelle dans les enchaînements de coups de poing – direct, uppercut, crochet, manchette retournée – et se fait remarquer par son coup de pied retourné. Ami de Charlie Nash, il participe au Tournoi dans le seul but de venger son ami tué dans l'explosion de la base de M. Bison quelques années auparavant.
Les deux derniers personnages, Blanka et Dhalsim, sont plus décalés que les précédents. Le premier est une bête au pelage vert, avec des cheveux orange, habillé d'un simple short en jean. Originaire de l'Amazonie brésilienne, il est représenté visuellement comme un mélange entre un primate et la Bête. Le second est un ascète d'origine indienne en quête perpétuelle de sagesse. L'un se bat sauvagement et peut électrocuter ses assaillants, l'autre utilise l'extrême souplesse de son corps, la lévitation et sa maîtrise du feu pour prendre l'avantage.

## Système de jeu
| 1 : Déplacements 3 : Pause 5 : Coup de pied moyen 7 : Coup de poing moyen 9 : Coup de pied fort | 2 : rien 4 : Coup de pied faible 6 : Coup de poing faible 8 : Coup de poing fort |

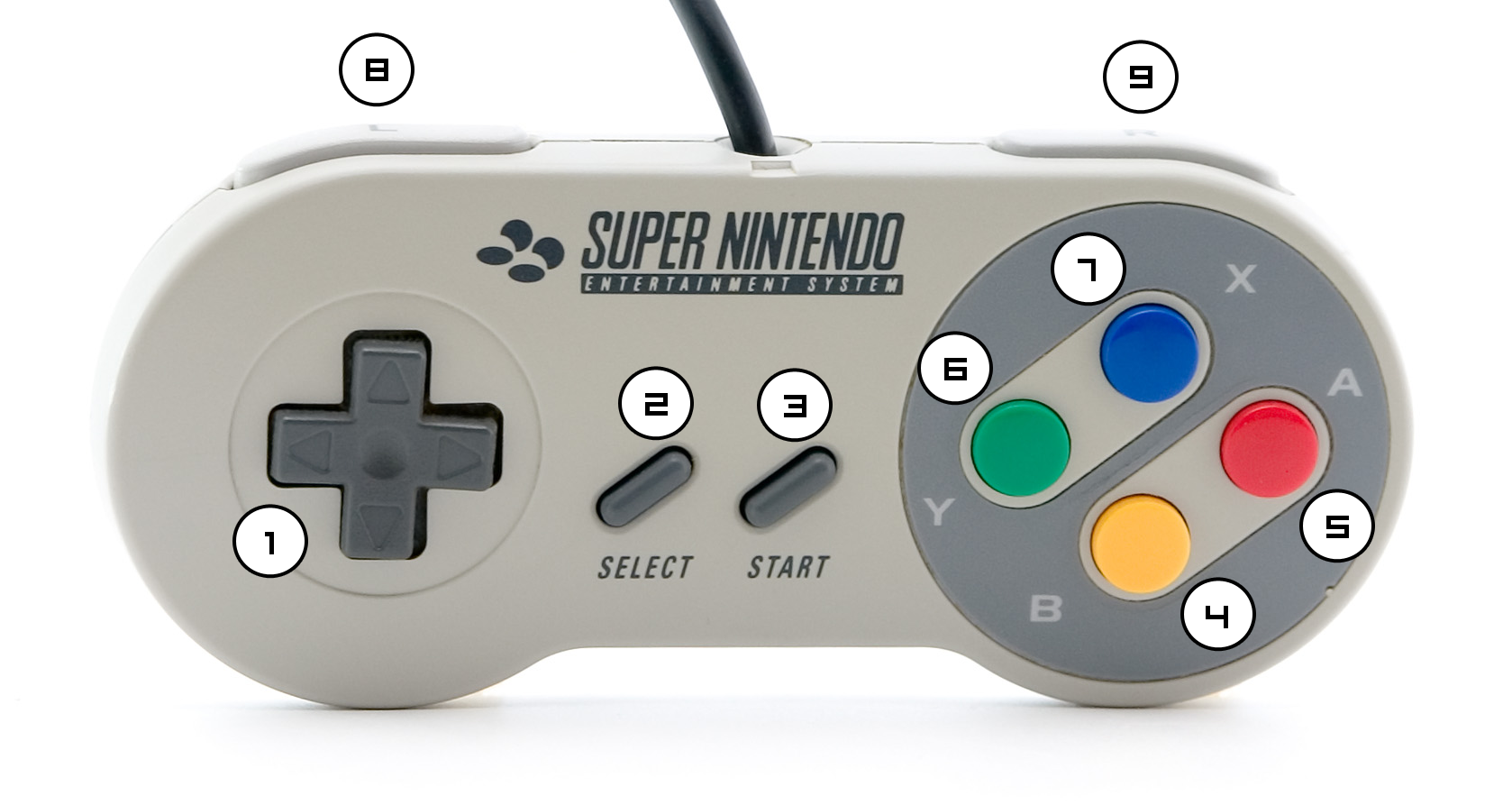
Voici les différentes fonctions liées aux boutons :

Street Fighter II compte parmi les premiers jeux de combat en duel, aussi appelés un-contre-un ou face-à-face, à une époque où les beat them up dominent le genre. Il n'est pas le premier, puisque précédé de titres mythiques tels que Yie Ar Kung-Fu, et de titres plus lacunaires tels que le premier Street Fighter. Mais il en est l'un des pionniers, en ayant offert une cure de jouvence à ce sous-genre du jeu de combat.
Le joueur dispose de deux modes de jeu. Le premier mode, arcade, prend la forme d'un grand tournoi à l'échelle du monde où le joueur se bat tour après tour contre les personnages jouables du jeu, contrôlés par l'intelligence artificielle, pour finalement tomber nez à nez contre quatre boss non selectionnables par le joueur, et bien plus difficiles à battre. Le second mode permet de jouer à deux, l'un contre l'autre. Pendant les combats du mode arcade, l'écran invite à n'importe quel instant un autre joueur à rejoindre la partie. Si l'autre joueur appuie sur « Start », le combat est interrompu et les deux joueurs jouent l'un contre l'autre selon une règle où le perdant choisit, s'il le souhaite, un autre personnage. Il est à noter qu'on ne peut jamais, dans cette version – la version initiale – du jeu, jouer contre son double. Cela sera rendu possible dans les versions suivantes de Street Fighter II, mais la version originale The World Warrior ne permet pas cela.
Les deux guerriers se retrouvent face-à-face dans des arènes fermées en deux dimensions, où les possibilités de déplacement sont limitées sur l'axe de profil : avancer, reculer, sauter et s'accroupir. Ces arènes sont nombreuses, variées et graphiquement détaillées. Chaque personnage, jouable ou non, dispose de sa propre arène, qui représente – au moins de façon stéréotypique – son pays d'origine. Parmi ces douze niveaux se trouvent un dojo à ciel ouvert pour Ryu, une rue commerçante et animée de Chine pour Chun-Li, une base aérienne américaine pour Guile, une usine minière et ses soviétiques pour Zangief, un temple en l'honneur de Ganesh avec des éléphants sacrés pour Dhalsim, des cabanons au bord de l'Amazone pour Blanka… mais aussi les frontons de Las Vegas, une taverne catalane et un temple thaï.

## Accueil

### Ventes
Le jeu s'écoule à plus de 2,88 millions d'exemplaires sur Super Nintendo.
Son prix fut plus élevé pour la console familiale : la cartouche Street Fighter II: The World Warrior valait à elle seule 650 francs en grande surface (environ 99 euros actuels, soit 149 euros en tenant compte du pouvoir d'achat de 1992).

## Adaptations et suites
| Années de sortie | Plates-formes        |
| ---------------- | -------------------- |
| 1991             | CP System            |
| 1992             | Super Nintendo       |
| 1992             | Amiga                |
| 1992             | Atari ST             |
| 1992             | Commodore 64         |
| 1993             | PC : MS-DOS          |
| 1993             | Sharp X68000         |
| 1993             | ZX Spectrum          |
| 1995             | Game Boy             |
| 1998             | PlayStation          |
| 1998             | Saturn               |
| 2005             | PlayStation 2        |
| 2005             | Xbox                 |
| 2006             | PlayStation Portable |
| 2007             | Nintendo Wii         |
| 2013             | Nintendo Wii U       |
| 2017             | Nintendo Switch      |

Street Fighter II est adapté sur Super Nintendo en 1992 et remporte un succès si colossal qu'il est ensuite vendu directement sous forme de bundle avec la console de Nintendo. Il participe ainsi à la vente de millions d'exemplaires de cette machine à lui seul.
Après ces deux mastodontes, Capcom adapte le jeu sur de multiples plates-formes, dont l'ordinateur et la Game Boy, où le jeu finit en noir et blanc à cause des capacités techniques de la machine. Le jeu est présent dans la compilation Street Fighter 30th Anniversary Collection, sortie le 29 mai 2018 sur Nintendo Switch, PlayStation 4 et Xbox One.
Le jeu connut également de nombreuses suites : Street Fighter II': Champion Edition, Street Fighter II': Hyper Fighting, Super Street Fighter II: The New Challengers, Super Street Fighter II : The Tournament Battle et Super Street Fighter II Turbo, apportant leurs lots de nouveaux personnages, coups et décors. La série continua ensuite avec une nouvelle génération : celle de Street Fighter III et ses suites, puis de multiples cross-over inter franchises, avant de lancer Street Fighter IV en 2008, puis Street Fighter V en 2016.
Baptisé Ultra Street Fighter II : The Final Challengers, le jeu est également publié sur Nintendo Switch le 26 mai 2017. Cette version propose le choix de jouer avec les graphismes et sons originaux ou ceux remastérisés en HD. Un nouveau mode intitulé « La Voie du Hado » est introduit. Il permet au joueur de se mettre dans la peau de Ryu en vue subjective (chose inédite depuis la série annexe Street Fighter EX de 1996, la seule série de la franchise en pleine 3D polygonale) et de faire, entre autres, des hadokens avec les Joy-Cons.
En mai 2020, NetEnt, leader des machines à sous en ligne, propose son adaptation du célèbre jeu vidéo.